# Duits-Nationale Beweging

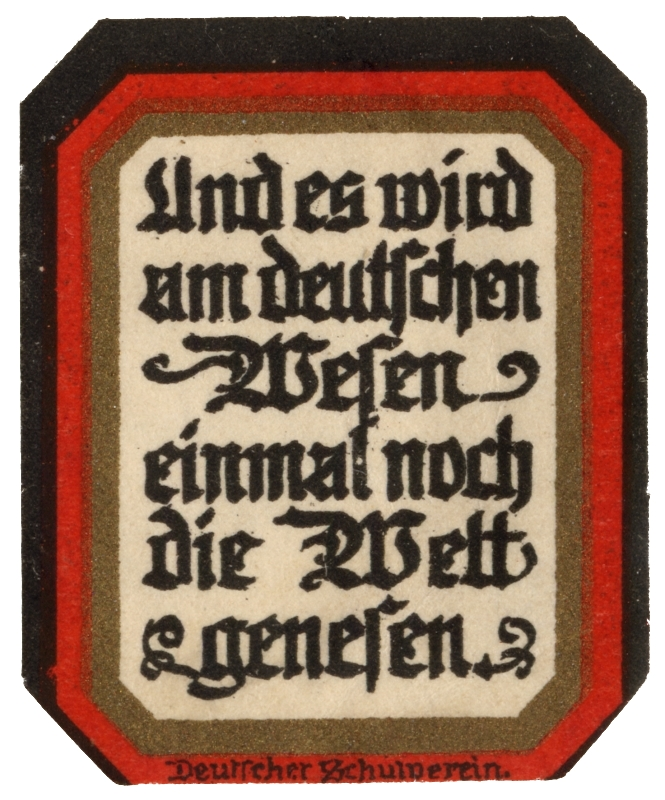
Duits-nationale propaganda op een briefzegel uit de Eerste Wereldoorlog.

Schwarz roth gold hab ich gern.

Schwarz ist ihr Augenstern,

Roth ist ihr Lippenpaar,

Gold ist ihr Haar.
"Zwart rood goud heb ik graag."

"Zwart is de ster van haar ogen,"

"Rood is haar lippenpaar,"

"Goud is haar haar." (eigen vertaling)

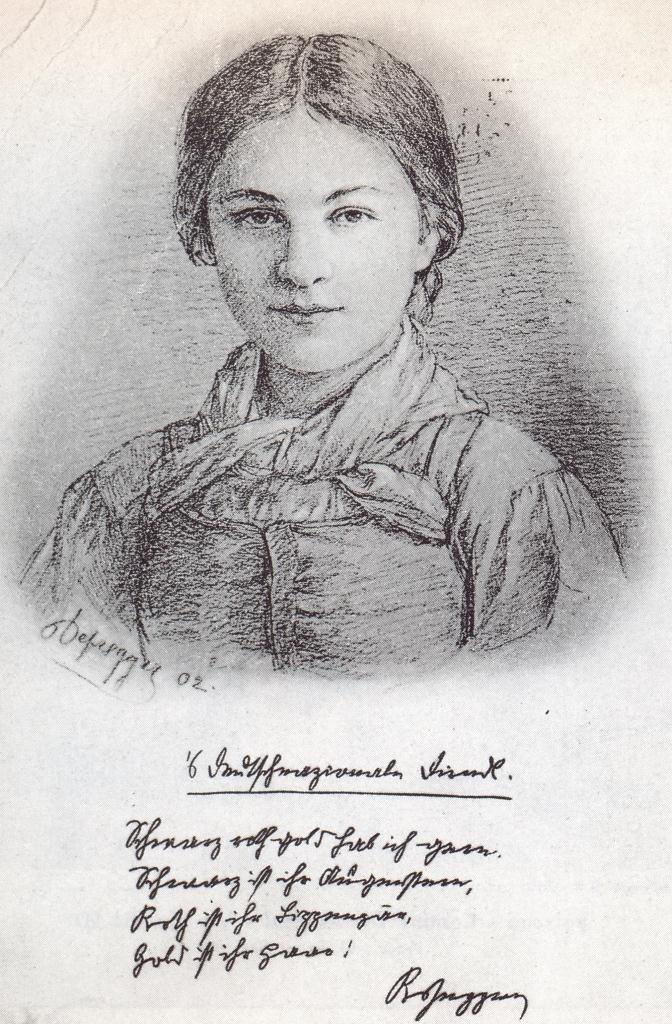
Brochure voor de Duits-nationale zaak (uit 1903):
’s Deutschnazionale Dirndl.
Schwarz roth gold hab ich gern.
Schwarz ist ihr Augenstern,
Roth ist ihr Lippenpaar,
Gold ist ihr Haar.
"Het Duits-nationale meisje."
"Zwart rood goud heb ik graag."
"Zwart is de ster van haar ogen,"
"Rood is haar lippenpaar,"
"Goud is haar haar." (eigen vertaling)
Een gedicht van Peter Rosegger (1843–1918), met de afbeelding van een meisje, getekend door Franz von Defregger (1835–1921).

De Duits-Nationale Beweging (Duits: Deutschnationale Bewegung of Deutsch-Nationale Bewegung) ontstond in Oostenrijk-Hongarije en gold als een beslist nationalistische stroming van de Duitstalige bevolking in dat land. Haar aanhangers noemden zich Deutschnationale (Duits-nationalen).

## Geschiedenis
De Duits-Nationale Beweging in Oostenrijk-Hongarije heeft haar oorsprong in de verloren overmacht van de Duitstalige bevolking binnen de Oostenrijkse monarchie. 
Sinds de Revolutie van 1848/1849 eisten voornamelijk de Tsjechen de politieke, economische en culturele gelijkstelling met de Duitstalige bevolking, die genoot van aloude privileges uit de tijd van keizerin Maria Theresia en keizer Jozef II. Daardoor werd Oostenrijk van de jaren 1870 tot de ondergang van de staat in oktober 1918 gekenmerkt door de strijd tussen nationaliteiten.
De conflicten tussen Duitstaligen en Tsjechen namen toe tijdens de regeringsvorming van de Oostenrijkse minister-president Eduard von Taaffe in het jaar 1879. Aan deze regering nam immers de Duits-Liberale Partij, de traditionele vertegenwoordigster van de Duitse burgerij, niet meer deel.
In 1879 verweet de Duits-Nationale Beweging de - tot dan toe in Oostenrijk-Hongarije overheersende - Duits-Liberale Partij dat ze de rechten van de Duitstalige bevolking niet voldoende vertegenwoordigde. Ze publiceerde in samenwerking met de Groot- en later zelfs Geheel-Duitse ridder von Schönerer het zogenaamde Programma van Linz, dat een bijzondere status eiste voor de gebieden Galicië en Dalmatië en daarmee ten grondslag lag aan het Duits-nationalisme. Hun leider, ridder Georg von Schönerer, was een volstrekt tegenstander van enig Oostenrijks patriottisme en een overtuigd, radicaal Jodenhater. In 1885 lanceerde hij een Arische paragraaf en in 1891 stichtte hij de Geheel-Duitse Vereniging (Alldeutsche Vereinigung). Zijn rassenhaat en nationalistisch fanatisme zouden later de jonge Adolf Hitler sterk beïnvloeden. Vele stichters van de latere Duitse Schoolvereniging (Deutscher Schulverein) waren leden van de Duits-Nationale Beweging.
Door de opname van talrijke antisemieten viel de Duits-Nationale Beweging vanaf 1885 in twee stromingen uiteen: ridder von Schönerer en zijn aanhangers kwamen al snel in aanvaring met de Habsburgse staat, terwijl de meerderheid van de Deutschnationalen trouw bleef aan het staatsbestel van Oostenrijk-Hongarije.
De Duits-Nationale Beweging splitste zich in de late jaren 1880 in een groot aantal partijen en organisaties op. Hun ideeën zouden ook de Volkse Beweging (völkische Bewegung) inspireren of erin voortleven.

## Doelstellingen
De Duits-Nationale Beweging was een voorstander van de politieke aansluiting van de aaneengesloten Duitstalige gebieden van Oostenrijk-Hongarije aan het Duitse Rijk. Bijgevolg waren hun verbondskleuren zwart-wit-rood, terwijl de kleurencombinatie zwart-rood-goud als nationale kleuren van de Duits-Oostenrijkers (Deutschösterreicher) gezien werd, en op gelijke voet met de rijkskleuren gebruikt werd:
„… in den Farben Schwarz-Weiß-Rot sehen wir, die Anhänger der Deutschnationalen, die Zugehörigkeit der Deutschösterreicher zum Deutschen Reich, und in den Farben Schwarz-Rot-Gold den Willen, diesem deutschen Volk anzugehören!“
"… in de kleuren zwart-geel-rood zijn wij, de aanhangers van de Duits-nationalen, de toehorigheid van de Duits-Oostenrijkers aan het Duitse Rijk, en in de kleuren zwart-rood-goud de wil, om bij dit Duitse volk te horen!"

## Opvolgers
Uit de Duits-Nationale Beweging ontstonden de Duits-Nationale Partij (in 1891), de Duitse Volkspartij (in 1896), de Geheel-Duitse Vereniging (Alldeutsche Vereinigung, in 1901), de Deutschradikale Partei (in 1903) en de Deutsche Agrarpartei (in 1905).
In 1909 richtten de volksvertegenwoordigers van de Duitse Volkspartij (Deutsche Volkspartei), de Duitse Progressieven (Deutschfortschrittliche), de Duits-Nationale Agrariërs (deutschnationale Agrarier) en de Duits-Radicale Partij (Deutschradikale Partei) het "Duitse Nationale Verbond" (Deutscher Nationalverband) op. Al in 1911 was dit de sterkste fractie binnen de Rijksraad. In 1911 sloten ook de volksvertegenwoordigers van de Duitse Arbeiderspartij zich bij het Nationale Verbond aan.
De Duitse Arbeiderspartij veranderde in mei 1918 haar naam in Duitse Nationaalsocialistische Arbeiderspartij. In de jaren 1920 ontstond uit het Nationale Verbond enerzijds de Groot-Duitse Volkspartij (in Oostenrijk), en anderzijds de Duitse Nationale Partij en de Duitse Nationaalsocialistische Arbeiderspartij (in Tsjecho-Slowakije).